# Хаг, Тео
Теодор Казимир Курт (Тео) Хаг (нем. Theodor Casimir Curt (Theo) Haag; 13 марта 1901, Гавр — 27 августа 1956) — немецкий хоккеист на траве, нападающий. Бронзовый призёр летних Олимпийских игр 1928 года.

## Биография
Тео Хаг родился 13 марта 1901 года во французском городе Гавр.
Играл в хоккей на траве за «Франкфурт-1880» из Франкфурта-на-Майне.
В 1928 году вошёл в состав сборной Германии по хоккею на траве на летних Олимпийских играх в Амстердаме и завоевал бронзовую медаль. Играл на позиции нападающего, провёл 4 матча, забил 7 мячей (три в матче за бронзу против сборной Бельгии, два — Франции, по одному — Испании и Нидерландам). Был капитаном команды.
В 1925—1928 годах провёл 22 матча за сборную Германии.
Также на счету Хага 2 матча за сборную Германии по регби.
В 1933 году был вынужден покинуть спорт: тренировки пришлось отменить, поскольку на территории клуба занимались физическими упражнениями бойцы СС, штурмовых отрядов и армии. Несмотря на демонстративный уход, был почётным членом спортклуба. Впоследствии занимался гольфом.
Работал торговцем. После Второй мировой войны переехал во Францию.
Умер 27 августа 1956 года.